# 4023 Ярнік
4023 Ярнік (4023 Jarnik) — астероїд головного поясу, відкритий 25 жовтня 1981 року.
Тіссеранів параметр щодо Юпітера — 3,633.